# Miguel Faílde
Miguel Faílde Pérez (Guacamaro, 23 dicembre 1852 – 26 dicembre 1921) è stato un musicista cubano.

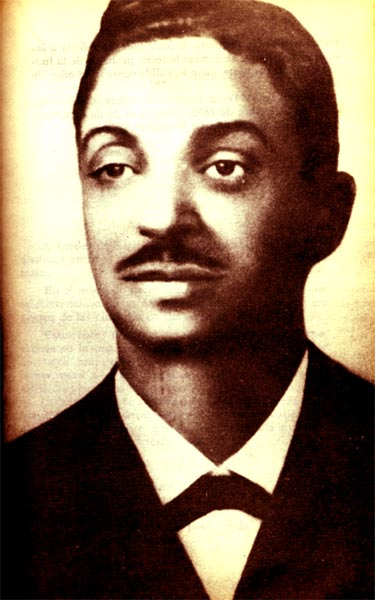
Miguel Failde

Fu il padre ufficiale del danzón, e il fondatore dell'Orquesta Faílde. Il padre 
era immigrato dalla Galizia e la madre era una parda (mulatta scura). Fu introdotto alla musica dal padre, che era trombonista e a dieci anni suonava il corno nella Banda de Bomberos (vigili del fuoco) di Matanzas. In seguito studiò armonia e composizione con l'insegnante francese Federico Peclier. Studiò anche la viola e il contrabbasso. Mulatto, fu tra i musicisti che cospirarono attivamente contro il potere coloniale spagnolo; visse nel periodo della Guerra di indipendenza cubana.
La sua orchestra ebbe grande popolarità, anche se i suoi maggiori successi furono la creazione del danzón e le sue composizioni, molte delle quali furono adattate per altri generi. Il danzón fu, secondo le sue stesse parole, uno sviluppo della danza che era figlia della contradanza.
"De la danza al danzón había un simple paso." (dalla danza al danzón c'è un semplice passo)
In effetti non si tratta di un semplice passo. Per cominciare, il danzón era molto più lento della contradanza e della danza; e permetteva pause tra le differenti sezioni di una canzone. Entrambi questi cambiamenti erano apprezzati in un clima tropicale come quello di Cuba. Forse meno significativo, il danzón era un ballo di coppia, anche se non come il valzer. La contradanza e la danza erano entrambi balli con una sequenza precisa di passi che si sviluppavano all'interno dell'intera pista da ballo, come tutti gli altri balli prima del valzer.
L'habanera era il ballo preferito prima che entrasse in scena il danzón. Anche questa è una danza lenta e deriva dalla contradanza, ma ha il vantaggio di essere un genere "cantato", cosa che nel danzón accadrà molto dopo. 
Non è certo che sia Faílde il padre del danzón. Sicuramente fu influenzato dal lavoro di Manuel Saumell, che anticipò molti ritmi del XIX secolo e fu uno dei maggiori compositori di quel periodo. Nel 1960 il governo cubano dichiarò ufficialmente che Faílde era il padre del danzón, dato che in quel periodo il danzón era già "d'annata" ed era stato sostituito dal "figlio" cha cha cha.